# Loizenkirchen
Loizenkirchen ist ein Gemeindeteil der Gemeinde Aham im niederbayerischen Landkreis Landshut. Der Ort war bis 1971 Sitz der gleichnamigen Gemeinde.

## Lage
Das Pfarrdorf Loizenkirchen liegt nur einen Kilometer nordöstlich von Aham im Tal der Vils.

## Geschichte
891 wurde es als Treffpunkt des Bischofs Embricho (auch Ambricho) von Regensburg mit dem Edlen Uitoldus erstmals urkundlich erwähnt. Die alte Pfarrei erhielt um das Jahr 1000 eine romanische Kirche. Die jetzige Pfarrkirche St. Maria und Dionys wurde zwischen 1450 und 1500 im gotischen Stil erbaut. In der Zeit des Barock bekam sie ihre Zwiebelhaube, der Hochaltar ist neugotisch. Von 1966 bis 1969 und erneut 2001 wurden Umbauten durchgeführt.
Ein stattlicher Vierseithof am Ortsausgang von Loizenkirchen steht an der Stelle, wo die Edlen von Luzenkirchen residierten. Im 14. Jahrhundert waren außerdem die Haybecker von Bedeutung. Bereits 1686 wird in Loizenkirchen eine Schule erwähnt. Das ehemalige Mädchenschulhaus dient heute als Kindergarten, während das 1954 errichtete Knabenschulhaus mit dem Einzug in die neue Grundschule im Herbst 1996 als nicht mehr sanierungswürdig ausgedient hatte.
Im Zuge der Verwaltungsreformen in Bayern war mit dem Gemeindeedikt von 1818 die Gemeinde Loizenkirchen entstanden. Neben Loizenkirchen gehörten die Orte Abensbach, Eglberg, Guntendorf, Hannsmal, Hitzenberg, Loitersdorf, Mais, Oberwinden, Ödmann, Reiher, Rieberseck, Schafhausen, See, Staudach, Stegmühle, Unterwinden, Wassing und Winzersdorf zur Gemeinde. Die Gebietsreform in Bayern brachte am 1. April 1971 die Zusammenlegung mit der Gemeinde Aham. Loitersdorf ist seit dem 1. Mai 1978 bei Frontenhausen (Landkreis Dingolfing-Landau).

## Baudenkmäler
Siehe: Liste der Baudenkmäler in Loizenkirchen

## Vereine
Das Gründungsdatum der Freiwilligen Feuerwehr Loizenkirchen ist der 4. Juni 1895. Weitere örtliche Vereine sind der Gartenbauverein Loizenkirchen, der Theaterverein Loizenkirchen, die Singgemeinschaft Loizenkirchen, der Frauenbund Loizenkirchen, der Bauernverein Loizenkirchen und die KLJB Loizenkirchen.